# Sumer nyelv
A sumer nyelv az ókori Mezopotámia területén élt sumerek nyelve.
A šumēru szó az akkád nyelvből származik, eredetileg 𒅴𒂠 eme-ĝir15 („anyanyelv”), ejtése körülbelül emengir. Írásrendszere – amelyet csak i. e. 2600 tájától lehet ékírásnak nevezni – a világ legrégebbi ismert írott nyelvévé teszi, emiatt kulturális jelentősége is nagy. Legrégebbi emlékei, az uruki archaikus szövegek körülbelül az i. e. 33. századból származnak, piktografikus előzménye azonban már i. e. 3500 körül is létezett Kisben.
Az i. e. 3. és 2. évezred fordulója (i. e. 2000) körül erősen visszaszorult. Beszélt nyelvként az i. e. 18. században halt ki, ám lehetséges, hogy a vallási és tudományos életet leszámítva már a III. uri dinasztia idején sem volt az állam hivatalos nyelve. A feliratos emlékekkel alig rendelkező Tengerföldön a névanyag alapján még jó egy évezredig használták, de nem tudni, hogy a mindennapi életben, köznyelvként milyen mértékben maradt fenn. Később Babilóniának nevezett Sumer és Akkád területén csak fokozatosan tértek át a hivatalos iratokban és irodalmi művekben való használatáról az akkád nyelvre. Ez az áttérés végül nem volt teljes, az óbabiloni kor utolsó harmadában megrekedt, és az addig megmaradt sumer szövegeket már nem fordították le, maradtak sumerül, csak az újabb művek íródtak akkádul. Az írnokok az asszír kor végéig kétnyelvűek voltak, még Assur-bán-apli korában is tudtak sumer szöveget készíteni. A sumer nyelv egy ideig még azt is túlélte, hogy az akkádot az arámi nyelv váltotta fel, és így lehetővé tette a régi hagyomány teljes átültetését Asszíria tudományos központjaiba, még a fővároson kívül esőkbe is. Az utolsó ékírásos sumer nyelvű szövegek az 1. században keletkeztek.
Idővel azonban teljesen feledésbe merült, és a 19. századig várni kellett újbóli felfedezésére. Pontos feltárása a mai napig nem történt meg, de ismereteink elégségesek a fellelt sumer nyelvemlékek lefordításához. A sumer egy olyan agglutináló nyelv, amely több ponton is ergatív jelleget mutat, tehát a tárgyas ige alanyát eltérő esettel fejezi ki, mint a tárgyatlan ige alanyát (és a tárgyas ige tárgyát). Nyelvtanában a toldalékolás határozza meg a legtöbb funkciót, szavait általában egyszerű tövekből képezi. Esetrendszere gazdag és változatos. A nyelvészet ma bármilyen nyelvi rokonságot más nyelvekkel tagad, így az izolált nyelvek között tartják számon. A rokonság kutatását megnehezíti az a körülmény, hogy az ékírásos sumer jelek nagy része – bár olvashatóak és az értelmük ismert – valódi hangértéke (kiejtése, a beszélt nyelvbeni alkalmazása) nagyrészt ismeretlen.

## Megfejtése

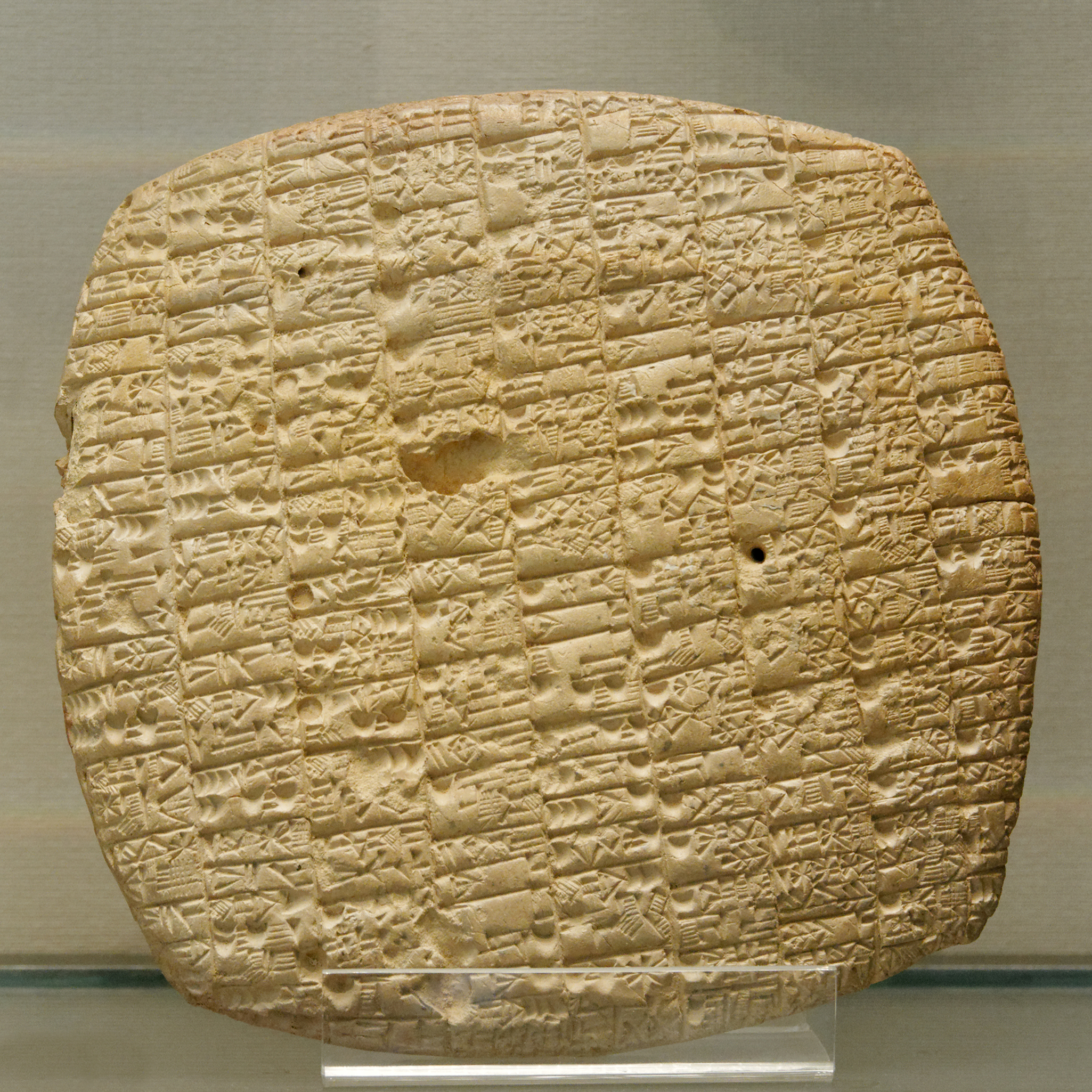
Közigazgatási célú ékírásos tábla körülbelül i. e. 2350-ből

Miután Henry Creswicke Rawlinson (1810–1895) 1835-ben megfejtette a behisztuni feliratokat, elkezdődhetett az akkád nyelvű ékírásos szövegek megfejtése is.
1850-re Edward Hincks (1792–1866) arra a feltételezésre jutott, hogy az ékírással írt szövegek nem minden része sémi eredetű. A sémi nyelvek szavai ugyanis hárommássalhangzós gyökökből épülnek fel, bizonyos szavak azonban nem feleltek meg ennek.
1855-ben Rawlinson bejelentette, hogy a nippuri, larszai és erehi lelőhelyeken feliratokra akadtak, amelyeket nem valamely ismert sémi nyelven írtak. Julius Oppert ekkor feltételezte, hogy ez a – szerinte „turáni” – nyelv volt Mezopotámia nyelve az akkád előtt, és az ékírás is ehhez fejlődött ki. Egy évvel később Hincks amellett érvelt, hogy az értelmezetlen nyelv valószínűleg agglutináló. Voltak olyan kutatók, akik akkor ezt „szkítának” vagy az akkád egy változatának tekintették. Ezzel szemben 1869-ben Oppert a nyelvet „sumer” nyelvnek nevezte el, az akkádoktól már megismert „Sumer és Akkád királya” cím alapján – ha az akkádok a sémik, akkor a sumerek alkották a királyság nemsémi részét.
Ernest de Sarzec 1877-ben megkezdte a tellói sumer emlékek feltárását, majd 1884-ben megjelentette a Découvertes en Chaldée első kötetét, benne a sumer feliratok átiratával. A Pennsylvaniai Egyetem kutatásai ezután indultak meg 1888-ban Nippurban, és 1889-ben Rudolf-Ernst Brünnow kiadta a sumer képjelek osztályozott listáját. A sumer–akkád kétnyelvű szövegek első tudományos szintű fordítását Paul Haupt nevéhez kötjük; a Die sumerichen Familiengesetze (A sumer családtörvények) című művével vonult be a tudománytörténetbe. A jelek zavarbejtő sokasága és változatossága azonban egy sajnálatos tévútra vezette a tudományt: a párizsi keletkutató, Joseph Halévy 1874 után azt állította, hogy a sumer nem természetes, hanem egyfajta mesterséges nyelv, amelyet titkos célokra hoztak létre. Ez egy mintegy 10 évig tartó vitát váltott ki az asszirológusok között. Egy tucat évre Halévy álláspontját még a nagy Friedrich Delitzsch is elfogadta, 1897-tel bezárólag.

Delitzsch hosszú munkálatok után szakértői szótárt és nyelvtant adott ki – Sumerisches Glossar és Grundzüge der sumerischen Grammatik –, amelyek 1914-ben jelentek meg, segítségükkel a sumer nyelvről már átfogó képet lehetett kapni. Arno Poebel, Delitzsch tanítványa 1923-ban a nyelvtant az azonos cím alatt pontosította. Ez a nyelvtani összefoglaló mintegy 50 évre maradt a sumert tanulmányozók egyik legfontosabb írásává – mindaddig, amíg 1984-ben Marie-Louise Thomsen meg nem jelentette a The Sumerian Language, An Introduction to its History and Grammatical Structure (A sumer nyelv, egy bevezetés történetébe és nyelvtani szerkezetébe) című művét, ami már a modern elvárásoknak is megfelel.
Megjegyzendő, hogy a Louvre egykori munkatársa, François Thureau-Dangin sokat közreműködött a sumer nyelv megfejtésében az 1898 és 1938 között kiadott kiadványaival, mint például az 1905-ös Les inscriptions de Sumer et d’Akkad-dal (Sumer és akkád feliratai.) 1908-ban Stephen Langdon megpróbálta összegezni a sumer és akkád szókincs ismeretének terén bekövetkezett hirtelen nagyobbodást a Charles Virolleaud által szerkesztett Babyloniaca című folyóirat hasábjain a Sumer-Asszír Szókincsek című cikkében. A későbbi tudósok Langdon munkájában számos tévedést és pontatlanságot fedeztek fel, de a tanulmány így is jelentőségteljes. 1944-ben egy sokkal elővigyázatosabb sumerológus, Samuel Noah Kramer megírta a Sumerian Mythology-ként (Sumer mitológia) ismert művét, amelyben a megfejtés menetét részletezi.

## Átírása
| Példa az ékírás átírására                                                                                       |
| |
| UR DIĜIR ĝa2-tum3-du10-ke4                                                                                      |
| ur dĜátùmdu-ke                                                                                                  |
| A középső sorban az ékjelek átírása (transcriptio), az alsóban a „normalizáció”, azaz a valódi olvasat látható. |

Az ékírásos szöveg átírása egy többlépcsős folyamat. Mindenekelőtt magukat az agyagba karcolt ékjeleket kell lemásolni, ami a táblák gyakori töredezettsége és egyéb sérülései miatt már eleve nem mindig könnyű. A következő lépés az úgynevezett átírás (transcriptio), melynek során a jeleket a nekik megfelelő latin betűs értékekkel adják vissza. A harmadik és egyben utolsó lépés az úgynevezett normalizáció, ekkor a már átírt jeleknek valós értékeket adva, immár az adott nyelven rendesen elolvasható szöveget kapunk. Ebben a fázisban a szöveget kiegészítik az írásból (gyakran) hiányzó, de a nyelvtan miatt egyértelműen szükséges elemekkel (magánhangzók, kettőzések) is.
Az átírás során a sumerológusnak el kell döntenie, hogy miként jelenítse meg a sumer szöveget a latin ábécével – s ez a munka nehezebb része, ugyanis a szövegkörnyezettől függően egy ékírásos jel lehet egyike a számos szójelnek, jelenthet egy szótagot (V, VC, CV, vagy CVC) vagy lehet úgynevezett determinatívum (szemantikai kategória-jelölő vagy fonetikai komplementum) is, mely az utána (ritkábban előtte) álló szót egy bizonyos kategóriába helyezi, illetve megadja a hangzás egy jellemző részét. A képen ilyen determinatívum a d, ami a dingir (= isten) szó és azt jelzi, hogy a mögötte álló szó egy isten neve. Így a DĜatùmdu (a determinatívum nem ejtendő) jelentése Ngatumdu isten. Nehezíti a feladatot, hogy vannak olyan sumer szavak, melyeket több szótagjel együttes felhasználásával létrehozott szójelekkel, úgynevezett ligatúrákkal írtak. Ezt az eljárást diri-helyesírásnak nevezik a DIRI szójelről, melyet a SI (𒋛 = összetett igék képzője) és az A (𒀀 = víz, sperma, utódok) szótagjelek együttesével - SI×A - jegyeztek le. Az átírásban ilyenkor nem szia jelenik meg (ilyen szó nincs a sumer nyelvben), hanem az együttesüknek megfelelő DIRI (DIR, DU26 = nagyon nagy, tökéletes).

## Nyelvtörténete

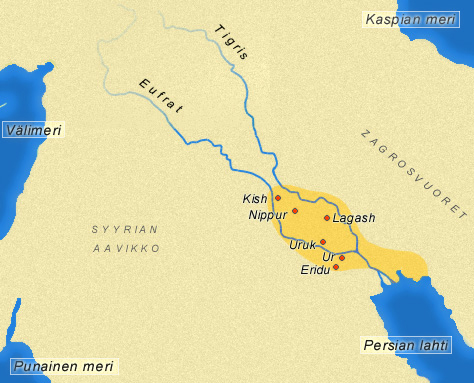
Sumer térképe

A sumer az első ismert írott nyelv, első írásos emlékei i. e. 3200. körül keletkeztek. Ékírását később az akkád nyelv használta. Alkalmazták azonban az indoeurópai nyelvek közül a hettita és az óperzsa nyelvre is, bár az utóbbi csak hasonló elvekre épült, a jelek alakja eltért. A sumer nép eltűnése, lassú beolvadása után a sumer nyelvet több, a térségben lévő országban még századokig a diplomáciai levelezés és a tudományok nyelveként használták, hasonlóan, mint a középkorban a latint, fontos részét képezte az írnokképzésnek, és megmaradt a mágikus-rituális, illetve a tudományos nyelvhasználatban is.

### Nyelvtörténeti korszakok
Az írott időszak számos nyelvtörténeti korszakra osztható föl.
- Protosumer – i. e. 3100 előtt
- Archaikus sumer – i. e. 3100–2600/2500;
- Ósumer – i. e. 2600/2500–2300/2200;
- Újsumer – i. e. 2300/2200–2000;
- Kései sumer – i. e. 2000–1800/1700;
- Sumer utáni kor – 1800/1700-100.

Elterjedt vélekedés, miszerint a sumer nyelv protosumer jövevényszavakat tartalmaz, ezért a sumerek valamikor az i. e. 4. évezred második felében vándoroltak be Mezopotámia térségébe, ott rátelepedtek az ismeretlen (talán protoakkád) népességre. Ugyanakkor az uruki archaikus szövegek értelmezése során többen (köztük Ajszik Vajman) úgy találták, hogy már ezekben is vannak olyan fonetikus jelek, amelyek csak a sumer nyelvből vezethetők le. Így például a közigazgatási feljegyzésekben gyakran látható „nádszál” sumerül GI, amelyet itt a sumer „visszaszolgáltatni” értelemben lehet olvasni. Ez pedig csakis az i. e. 3300-as sumer nyelvvel lenne magyarázható. Éppígy Adam Falkenstein egy jelcsoportot „Enlil életet ad” formában fordított le és névként értelmezte. Ez a fordítás is csak a sumer nyelven keresztül értelmezhető, mivel a jelcsoportban szereplő „nyílvessző” és az „élet” fogalma csak a sumer nyelvben azonos hangalakú (TI).
Néhány időrend a kései sumer kort kihagyja, és a 2000 utáni összes emléket sumer utáninak tekinti. Ez utóbbi azt jelenti, hogy a nyelv ekkor már holt nyelvnek számított, és csupán mint klasszikus nyelv maradt használatban. A tengerföldi sumer nevek azonban a sumer nyelv továbbélését mutathatják, nagyjából az i. e. 1. évezred kezdeti szakaszáig.

### Rokonai
A nyelvet gyakorlatilag már minden ismert agglutináló nyelvvel megpróbálták rokonítani, de mindeddig nem sikerült meggyőzően bizonyítani, hogy a ma beszélt nyelvek közül bármelyik közvetlen kapcsolatban állna a sumerral.
Évezredes múltja és közlekedő nyelvként használata az egyik érv, amely szerint egy ilyen elterjedt nyelv feltétlenül nyomokat hagy maga után, nem lehet izolált és nem tűnik el sok helyen felbukkanó hatások nélkül. A rokonítási elméleteknek általában csak a vadhajtásai közismertek, amelyek a sumér nyelvet valamely ma ismert nyelv őseként határozzák meg. Ezek az elméletek akadályozzák (a hitelrontás miatt) azokat a próbálkozásokat is, amelyek pusztán a sumér nyelv elemeinek fennmaradását, egyes mai nyelvekben megjelenését vizsgálják. Így például nagy valószínűséggel nem tartható az az elmélet, amely a sumer-magyar nyelvrokonságot bizonygatja, ugyanakkor a finnugor eredettel ellentétes, a magyarságot a Kaukázus felől származtató magyar etnogenezis-elméletek egyik lehetséges következménye az, hogy a magyar nyelvbe (közvetve vagy közvetlenül) kerülhettek sumér elemek.[forrás?]
A sumer nyelv szavai annak kihalt volta mellett is (az akkád nyelvvel együtt) – már ha valóban kihaltak, mivel az északi peremterületek nyelvi kapcsolatai teljesen ismeretlenek – nagy számban terjedtek el a környező népek nyelveiben, elősegítve ezzel a sumer és akkád nyelv összekeverését is, de azt is, hogy a sumer nyelvet nagy elterjedésű vándorszavakon keresztül rokonítsák más nyelvekkel. A szóátvételek és egyéb areális folyamatok azonban nem jelentenek nyelvrokonságot, csak egymásra hatást, amelynek nem nyelvi, hanem történeti okai vannak.
Néhány nyelv azok közül, amelyekkel rokonítani próbálták a sumert:
- ajmara
- burusaszki
- dravida nyelvcsalád
- hurro-urartui nyelvek (lásd hurrik, Urartu)
- munda nyelvek (Igor Mihajlovics Gyjakonov)
- A sino-tibeti nyelvcsalád tibeto-burmai ága (Jan Braun)
- uráli nyelvek, köztük a magyar (Érdy Miklós, Bobula Ida és Badiny Jós Ferenc)

Két példa a sumer vándorszavakra, amelyek mindjárt a jelentésátvitelt, módosulást is mutatják:
- E2.GAL – sumer „nagy ház” → E.GAL (ēkallum) – akkád „palota” → hékhál – biblikus héber „palota”, „templom”
- DUB.SAR – sumer „írnok” → tupšarru akkád → tifszar arámi → dapír középperzsa → davír szír → dabír újperzsa (mind írnok jelentéssel), valamint az eredeti szó szerinti jelentéssel (a palotában szolgáló) dabírbadh, dipirpat.[7]

A sumer szavak nagyobb része az akkádon keresztül maradt fenn, és természetes módon inkább a szemita nyelvekben, de az akkádból eredő szavak megjelennek az indoeurópai és finnugor nyelvekben is.

### Változatai
A sumer egyetlen ismert változata (szociolektusa) az eme-sal (EME.SAL "női nyelv"). Az eme-girrel szemben az eme-salt kizárólag női szereplők alkalmazzák egyes irodalmi művekben, valamint szerepe domináns a kultuszénekekben. Az alapváltozat és a „női nyelv” között legtöbb esetben csupán hangtani különbségek állnak fenn, például gyakori az m-hang használata a ĝ-hang helyett (ami egyébként körülbelül ng): az eme-gir ĜE26 „én” az eme-salban ME. Ezen kívül létezik némi szókincsbeli eltérés is, mint a ga-ša-an használata a mértékadó NIN helyett. Az akkádban található sumer jövevényszavak legtöbbször ebből a változatból származnak, így akár az is lehet, hogy a beszélt nyelvi forma ez, míg az eme-gir egyféle irodalmi nyelv volt.

## Hangtana
A sumer nyelv valódi hangkészletéről nincsenek pontos ismereteink, minthogy azt csak írásból ismerjük. Ennek ellenére az ékírásos sumer-akkád kétnyelvű szövegek alapján lehetséges arról némi képet kapni.
A hangok tehát feltehetően az alábbiak voltak (zárójelben az IPA-átirat):
- Mássalhangzók: p, b, t, d, k, g, ŕ (dr), m, n, ĝ (/ŋ/), s, z (/t͡s/), š (/ʃ/ vagy /t͡ʃ/), ś (csak az ósumerben, /ʃ/), l, r, ḫ (néha h)
  - Néhány kutató feltételezi a /c/, a /f/ a /h/, /j/, és a /w/ hangok jelenlétét is.
- Magánhangzók: a (/a/), e (/e/), i, u
  - Az /o/ hang léte kétséges.

Egy szótag a következő szerkezetek valamelyikének felelhetett meg: V, CV, VC, vagy CVC. A bonyolultabb struktúrákat az ékírás megfelelő ismeretének hiányában nem ismerjük.

## Nyelvtana

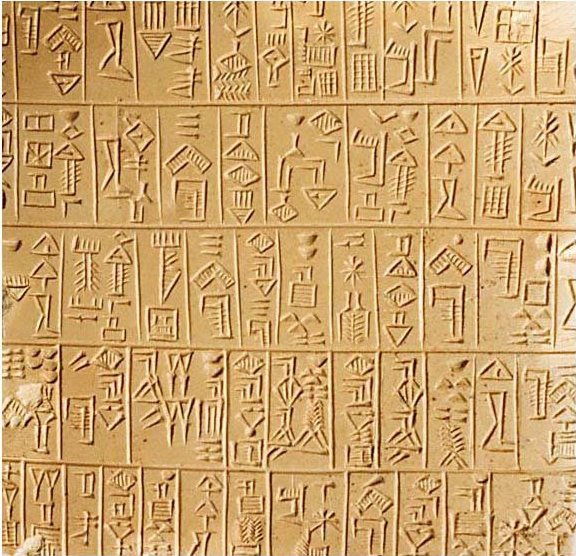
Ékírásos tábla

A sumer nyelv megfelelő elhelyezése a modern analitikus nyelvészetben komoly és nehezen megoldható feladat. E kényszerhelyzethez járul hozzá elsősorban az anyanyelvi beszélők, másodsorban a megfelelő mennyiségű nyelvészeti anyag és harmadsorban a rokon nyelvek hiánya.
Ezen gondok dacára a kutatók kivétel nélkül egyetértenek a nyelv bizonyos tágabb értelemben vett tulajdonságaiban. A sumer (például a magyarhoz hasonlóan) mindenekelőtt agglutináló nyelv, amiben számos rövidke toldalék tapasztható a szavakhoz. Ezek fokozatosan finomítanak a jelentésen, és szaporítják a szókincset. A nyelvben ezentúl az ergatív jelleg is erős, azaz a tárgyatlan ige alanya és a tárgyas ige tárgya ugyanabban az esetben (abszolutívusz) állnak, míg a tárgyas ige alany ergatívuszi esetragot kap.
A nyelvészek megállapodtak egyfajta keretnyelvtanban, és az olvasót segítendő sumer-akkád szótárban. Ezeket a szólistákat már az ókori írnokok összeállították, hiszen a sumer kihalása után is hivatalos nyelv maradt.
A nyelvtan, amit ugyan gyakran vitatnak és pontosítanak, alapvető pontjaiban a már ismertetett dilemmák ellenére megbízható, és használható annyira, hogy az ókorból ránk maradt szövegeket lefordíthassuk.
A sumer az ergatív esetet az -e toldalékkal, míg az abszolutív esetet zérus morfémával jelöli (vagyis nincs jelölés, átiratban .0). Például: lugal.e e2 mu.du3 "a király megépítette a házat"; lugal ba.gen "a király ment"; i3.du.un (< *i3.du.en) "majd megyek"; e2 i3.du3.un (< *i3 du3.en) "majd megépítem a házat".
Ezekhez hasonló elrendezéseket más, a sumerrel nem rokon ergatív nyelvekben is felfedezhetünk.
Az élő és élettelen között nyelvtanilag nincs különbség. Nincsen nő- és hímnemű személyes névmás sem. Csak két igeidő létezik, a múlt és jelen idő, a jövő időt a jelen idejű igék időhatározós bővítéseivel fejezték ki, csakúgy, mint a hettita vagy a magyar nyelv. Bizonyos mértékben ezeket az ige aspektusainak is lehet tekinteni, befejezettnek és befejezetlennek nevezni, de ez lényegében anakronizmus. A nyelvtani esetrendszer igen gazdag, ugyanis a sumerben a következő esetek léteztek:
- nominativus (alanyeset)
  - ergativus (jelölt alany)
  - absolutivus (jelöletlen alany)
- genitivus (birtokos eset)
- dativus (részeshatározó eset)
- locativus (helyhatározói eset)
- comitativus,
- equativus (hasonlító eset; "úgy mint")
- terminativus (vég- vagy célhatározó eset, "azért, hogy"),
- ablativus.

Néhány nyelvtan több esetet is számontart.
Jellegzetessége az azonos alakú szavak nagy száma – habár lehet, hogy ezek csak írásban tűnnek azoknak, és a beszélt nyelvben valamilyen eszközzel, például hangsúlyozással megkülönböztették őket. A különféle jelentéseket (pontosabban az azonos szóra létező ékírásos jeleket) átiratban hagyományosan a szó után írt számokkal jelölik, vagy néha különféle ékezetekkel, például: DU "menni", DU3 (vagy dù) "építeni".

### Névszók

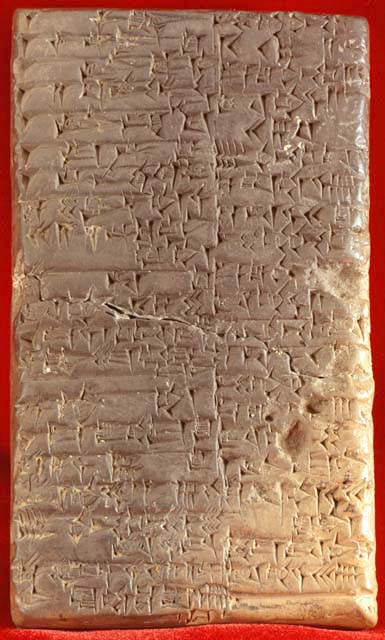
Ékírásos tábla Kr. e. 2400-ból

A névszók általában egyszerű felépítésűek. Néhány erre jellemző szó: IGI (=szem), É (= templom), NIN (= hölgy). Az összetett szavak szintén fontos szerepet játszottak, például: LU (= ember) + GAL (= nagy) = LUGAL (= király). További fokozása: LUGAL.GAL, azaz „nagyon nagy ember” (a duplázás fokozást is jelent), átvitt értelme „nagykirály”. A szövegekben a névszókat esetragokkal és egyéb toldalékokkal ellátva találhatjuk meg. Ezek a szóhoz valamely jelentéstöbbletet adnak. Példaként szolgálhat a 3. személybéli birtokos személyjel, az -ani toldalék. E szerint a lugal-ani jelentése: "(az ő) királya".
A főnevek megfelelő elhelyezésükkel alkalmasak voltak birtokos szóösszetételek, vagyis az "X-nek az Y-ja" kapcsolatok kifejezésére. Így a tulajdonnevek gyakorta vették fel az Ur. Namma alakot, vagyis magyarul: "Nammának az embere". A birtokoseset (genitivus) jele egyébiránt a .k morféma volt, de ez csak az ergatív .e miatt bukkanhatott fel.
A sumerben részeshatározó esettel (dativus) fejezték ki azt, hogy ki vagy mi valamely cselekvés részese. A nin.ani.r szó részeshatározó esetben áll, fordítása: "hölgy.é.nek" – tehát a részeshatározó eset jele az .r, vagyis a magyar -nak, -nek.
Ragozási példa két sumér szóra:
| Eset        | lugal     | ĝeš     | Magyarul                                                          |
| ----------- | --------- | ------- | ----------------------------------------------------------------- |
| abszolutív  | lugal-Ø   | ĝeš-Ø   | tárgyatlan ige alanya/tárgyas ige tárgya                          |
| ergatív     | lugal-e   | (ĝeš-e) | tárgyas ige alanya (ún. ágens)                                    |
| genitív     | lugal-ak  | ĝeš-ak  | királyé (királynak a...) / fáé (fának a...)                       |
| equatív     | lugal-gin | ĝeš-gin | király/fa módjára; mint egy király/fa (királyként, királyian)     |
| datív       | lugal-ra  | -       | királynak (csak élő)                                              |
| direktív    | -         | ĝeš-e   | fához (csak élettelen)                                            |
| terminatív  | lugal-še  | ĝeš-še  | király/fa körül                                                   |
| komitatív   | lugal-da  | ĝeš-da  | királlyal/fával                                                   |
| lokatív     | -         | ĝeš-a   | fánál (csak élettelen)                                            |
| ablatív     | -         | ĝeš-ta  | fától (csak élettelen)                                            |
| Többes szám | lugal-ene | ĝeš-ĝeš | királyok/fák (az esetrag követi a többes számot pl. lugal-ene-ra) |

A személyes névmási birtokosok birtokos személyjel(személyrag) formájában az esetragok előtti pozícióban:
|             | 1. személy | 2. személy | 3. személy    |
| ----------- | ---------- | ---------- | ------------- |
| egyes szám  | -ĝu        | -zu        | (-a-)ni / -bi |
| többes szám | -me        | -zu-ne-ne  | (-a)-ne-ne    |

Az egyes szám 3. személyű -ni az élő birtokosra vonatkozik, a -bi az élettelenre.
Példák: lugal.ani.r = a királyának, ama.zu = anyád, amazak=anyádé

### Igék
A sumer ige, amely általában csupán egy vagy két szótagból áll, két igeragozással (alanyi és tárgyas) valamint két aspektussal (befejezett és befejezetlen, vagy az akkád nyelvtani terminológia szerint ḫamtu és maru) rendelkezik. Az alanyi és tárgyas igeragozás csak befejezetlen aspektusban létezett, a befejezettben az ergatív minta érvényesült.
Az igék többek közt így a következő toldalékokat kaphatták:
- E/1, alanyi: -en;
- T/1, alanyi: -en-dè-en;
- T/2, alanyi: -en-zè-en.

Ennek ellenére egy sumer igealak megszerkesztése jelentősen bonyolultabb volt, mint az a mai nyelvekben szokásos. Az ige ugyanis nemcsak a mondat különféle szintaktikai elemeinek kapcsolatait vagy feladatát fejezte ki, hanem egyúttal a megváltoztatott igealak az ige tulajdonképpeni jelentésén is módosíthatott. A nyelvet emiatt jellemezte az igekötők kiterjedt használata.
Az ige mindig a mondat végére esett.
A sumér nyelv személyes névmás rendszere a következő:
|            | Egyes szám |       | Többes szám  |          |
| ---------- | ---------- | ----- | ------------ | -------- |
| 1. Személy | ĝe         | én    |              |          |
| 2. Személy | ze         | te    |              |          |
| 3. Személy | ane, ene   | ő, az | anene, enene | ők, azok |

Az első és második személyű többes alakokat csak körülírni lehetett.
A személyes névmások nem rendelkeznek külön ergatív alakkal, az az abszolutívval azonos.
A sumér nyelv speciális személyragrendszert használ, amelyben suffix (végrag) és prefix (előrag) személyragok is használatosak.
Ezek végső jelentése függött az ige aspektusától.
A szuffixumok a következők:
|          | 1.e. | 2.e. | 3.e. | 1.t.   | 2.t.   | 3.t. |
| -------- | ---- | ---- | ---- | ------ | ------ | ---- |
| A-ragsor | -en  | -en  | -e   | -enden | -enzen | -ene |
| B-ragsor | -en  | -en  | -Ø   | -enden | -enzen | -eš  |

Ezekben kifejezésre kerül az első és második személyű többes forma is.
A B-sorozat a befejezett igealakhoz, és a folyamatos abszolutív alanyhoz, az A-sorozat a folyamatos ergatív alanyhoz.
Folyamatos aspektusban az ergativitás nem érvényesül: A szuffixum mindig alany, a prefixum pedig mindig tárgy jelentésű, az abszolutív alanyt csupán a B-sorozat különbözteti meg részben az A-val kifejezett ergatív alanytól.
Befejezett alakban viszont az ergatív személyt prefixum, az abszolutívot szuffixum mutatja, és a szuffixum mindig B alakú.
A prefix személyragok a következők:
| 1.e.      | 2.e.      | 3.e.élő | 3.e.élettelen | 3.t.         |
| --------- | --------- | ------- | ------------- | ------------ |
| j-/e- (?) | j-/e- (?) | n-      | b- vagy Ø     | nne- vagy b- |

Ezek, mint a személyes névmások, nem tartalmaznak többes számú alakot az első és a második személyre, viszont, ha ezekre vonatkozó ergatív alanyt kellene kifejezniük, sajátos körülírásra módosul az igealak: a prefixumok egyeztetődnek a személlyel, de egyes számban maradnak, és a szuffixum, ahelyett, hogy a tárgyra vonatkozna, szintén az alanyt fejezi ki, mégpedig többes számban. Így az alanyt a prefixum és a szuffixum együtt fejezi ki, a többes számot pedig a szuffixum mutatja.
A sumér nyelvben az ige, az alany és a tárgy mellett egyeztetődik a mondat határozói közül hattal esetben, és eggyel számban személyben is. Összesen hat határozói prefixum pozíció létezik az egyes határozók számára, és egy, az igetőtől távolabb eső, hetedik pozíció a határozói személyrag számára.
A határozói esetprefixumok a következők:
| Eset     | Datívusz | Komitatívusz | Ablatívusz | Terminatívusz | Lokatívusz | Direktívusz |
| -------- | -------- | ------------ | ---------- | ------------- | ---------- | ----------- |
| Prefixum | a-       | da- (di-)    | ta- (ra-)  | ši-           | ni-        | i- / j-     |

A személyragok a prefixumokat megelőző, az igétől távolabb álló helyre kerülnek, és a legelső esetraghoz rendelnek számot-személyt. Létezik többes első és második személy, viszont egyes szám harmadik személyben csak az élőt jelöli. Az élettelen jelöletlen, viszont egy másik prefixum (ba-) utalhat rá az igealak másik pozíciójában.
| Személy      | E/1    | E/2         | E/3(élő) | T/1 | T/2  | T/3  |
| ------------ | ------ | ----------- | -------- | --- | ---- | ---- |
| Személyragok | j- (?) | ir-, j-, e- | nn-, n-  | me- | ene- | nne- |

A közvetlenül ez előtti pozíció a 'ba-' prefixum helye, amelynek elsődleges szerepe az ige mediálissá tétele, vagyis azt jelzi, hogy a cselekvés közvetlenül az alanyt érinti. Másodlagos szerepe, hogy az előtte lévő pozícióból hiányzó élettelen személyrag funkcióját pótolja.
A határozói prefixumok előtti pozícióba kerül a 'mu-' prefixum, amely a cselekvés egy mozzanatát fejezi ki, de alkalmas az E/1 határozói személyrag jelentésének pótlására is. Magánhangzó, 'b' és közvetlenül az igető előtt 'm-' alakú, egyébként 'mu-'.
A "mu" előtti pozíció egy "ĝa-" alakú prefixumé, amely egy igei felsorolás utolsó tagjára kapcsolódik "és ... is" jelentéssel.
A legelső helyre a modális jelentésű prefixumok kerülnek, például a tagadás 'nu-' prefixuma, amely 'ba' és 'bi' szótagok előtt 'la-' illetve 'li-' alakban jelenik meg.
Egyébként mind a mu-, mind a nu- magánhangzója hasonul az utána következő szótag magánhangzójához.
Ebben a pozícióban használatos az az ejtéskönnyítő 'i-' ami a két, vagy hosszú mássalhangzóval kezdődő igealak elejére tapad.
Természetesen a legtöbb esetben az ismertetett pozícióknak csak némelyikére kerül morféma, de a teljes rendszer sorrendje az alábbi táblázatban látható:
| Hely | Elem                                   |
| ---- | -------------------------------------- |
| 1    | Tagadó, illetve modális prefixumok     |
| 2    | ĝa-                                    |
| 3    | mu-                                    |
| 4    | ba-                                    |
| 5    | Határozói személyragok                 |
| 6    | a- (datív)                             |
| 7    | da- (komitatív)                        |
| 8    | ta- (ablatívusz) / ši- (terminatívusz) |
| 9    | ni- (lokatívusz) /i-,j- (direktívusz)  |
| 10   | Prefix személyragok                    |
| 11   | Igető                                  |
| 12   | Folyamatos aspektus jele: -ed/-e       |
| 13   | Szuffix személyragok                   |
| 14   | -a                                     |

A táblázatban látható, hogy bizonyos határozói prefixumok kizárják egymást.
A folyamatos aspektus jelét olyan tárgyatlan igéken alkalmazták, amelyeknek nem létezik külön alakjuk a két aspektusra.
Az utolsó helyen megadott '-a' toldalék a ragozott ige névszavasítására való.

### Példamondat
| Inanna, nin.ani.r, Ur. Namma.k.e e.0 mu.na.n. | Inannának, az ő hölgyének, Ur-Namma megépítette ezt a templomot. |

## Szövegminta
| 1. iriKI kug-kug-ga-am3 E.NE ba-am3-me-en-ze2-en KURdilmunKI kug-ga-am3 2. ki-en-gi kug-ga e-ne ba-am3-me-en-ze2-en KURdilmunki kug-ga-am3 3. KURdilmunKI kug-ga-am3 KURdilmun sikil-am3 4. KURdilmunKI sikil-am3 KURdilmunki dadag-ga-am3 5. dili-ni-ne dilmunKI-a u3-bi2-in-nu2 6. KI Den-ki dam-a-ni-da ba-an-da-nu2-a-ba 7. ki-bi sikil-am3 ki-bi dadag-ga-am3 8. dili-ni-ne dilmunKI-a u3-bi2-in-nu2 9. KI Den-ki Dnin-sikil-la ba-an-da-nu2-a-ba 10. ki-bi sikil-am3 ki-bi dadag-ga-am3 […] | 1-4. Tiszták a városok - és ti vagytok azok, akiknek juttattak. Tiszta Dilmun földje. Tiszta Sumer - és ti vagytok azok, akiknek juttattak. Tiszta Dilmun földje. Tiszta Dilmun földje. Érintetlen Dilmun földje. Érintetlen Dilmun földje. Ősi Dilmun Földje. 5-10. Egyedül fektette le őt Dilmunban, és a hely, ahol Enki lehevert az ő házastársával, az a hely továbbra is érintetlen volt, az a hely továbbra is ősi volt. Egyedül fektette le őt Dilmunban, és a helyen, ahol Enki lehevert Ninsikilával, az a hely továbbra is érintetlen volt, az a hely továbbra is ősi volt. […] (Enki és Ninszikil) |

## Forrásművek
- (angol) Edzard, Dietz Otto (2003). Sumerian Grammar. Leiden: Brill. ISBN 90-04-12608-2.
- (angol) Thomsen, Marie-Louise [1984] (2001). The Sumerian Language: An Introduction to Its History and Grammatical Structure. Copenhagen: Akademisk Forlag. ISBN 87-500-3654-8.
- (angol) Volk, Konrad (1997). A Sumerian Reader. Rome: Pontificio Istituto Biblico. ISBN 88-7653-610-8.
- (német) Zólyomi, Gábor (2006). Sumerisch. In M. Streck, Hrsg., Sprachen des Alten Orients. 2. überarb. Aufl. Darmstadt: Wissenschaftliche Buchgesellschaft, pp. 11–43. ISBN 3-534-17996-X-
- Komoróczy Géza (2009). „Új és régi – Mezopotámia az i. sz. 1. évezred első felében”. Ókor VIII (2), 3-7. o. ISSN 1589-2700.